# Simone Soares
Simone Soares (Taubaté, 26 de março de 1977) é uma atriz e produtora brasileira.

## Carreira
Em televisão, começou em 1998, na Rede Record, quando atuou em A História de Ester. Ainda na mesma emissora fez, em 1999 Tiro e Queda e Louca Paixão. Depois a atriz foi para o SBT e participou do programa humorístico Ô... Coitado. Em 2002, atuou na novela Marisol.
Em 2005, transferiu-se para a Rede Globo e entrou em A Lua Me Disse. Em 2006, fez Os Amadores. A seguir, a novela O Profeta. Em 2007, participou do seriado Sob Nova Direção. Depois entrou na novela Sete Pecados. Em 2008, mais um seriado Casos e Acasos, Dicas de Um Sedutor  e Guerra e Paz.
Em 2009, participou da minissérie Maysa - Quando Fala o Coração. Entrou depois na novela juvenil Malhação. Fez depois Aline. A seguir, a novela Caras & Bocas. Em 2010 Escrito nas Estrelas e em 2011, O Astro.

## Vida pessoal
Simone foi casada com o diretor Mário Meirelles e tiveram uma filha, Luana.

## Filmografia

### Televisão
| Ano    | Título                        | Personagem                        | Notas                                    |
| ------ | ----------------------------- | --------------------------------- | ---------------------------------------- |
| 1998   | A História de Ester           | Daniele Monastero                 | Participação especial                    |
| 1999   | Tiro e Queda                  | Gisele                            | Participação especial                    |
| 1999   | Louca Paixão                  | Dulce                             | Participação especial                    |
| 1999   | Ô... Coitado                  | candidata a trabalhar para Stevie | Participação especial                    |
| 2002   | Marisol                       | Sheila                            | Participação especial                    |
| 2005   | A Lua Me Disse                | Marta Oliveira                    |                                          |
| 2006   | Os Amadores                   | Nívea                             | Participação especial                    |
| 2006   | O Profeta                     | Zélia de Castro Andrade           |                                          |
| \|2007 | Sob Nova Direção              | Mira                              | Participação especial                    |
| \|2007 | Sete Pecados                  | Núbia                             | Participação especial                    |
| 2008   | Dicas de Um Sedutor           |                                   | Episódio: "Filho Atrapalha?"             |
| 2008   | Casos e Acasos                |                                   | Episódio: "O Colchão, a Mala e a Balada" |
| 2008   | Guerra & Paz                  | Vivi                              | Episódio: "Culpados & Inocentes"         |
| 2009   | Maysa - Quando Fala o Coração | Nina                              |                                          |
| 2009   | Malhação                      | Victória Veronese (Vick)          | Episódios: "23 de março–28 de abril"     |
| 2009   | Aline                         |                                   | Episódio: "Aniversário de Aline"         |
| 2009   | Caras & Bocas                 | Paloma                            | Participação especial                    |
| 2010   | Escrito nas Estrelas          | Fernanda                          |                                          |
| 2011   | O Astro                       | Laura Paranhos                    |                                          |
| 2013   | Flor do Caribe                | Regina                            | Participação especial                    |
| 2014   | Em Família                    | Mafalda Soares                    | 1ª e 2ª fase                             |
| 2015   | As Canalhas                   | Isabelí                           | Episódio: Karen                          |
| 2015   | Sete Vidas                    | Soraya                            | Participação especial                    |
| 2018   | Apocalipse                    | Joyce Holz                        |                                          |
| 2019   | Topíssima                     | Helena Torres                     | Episódio: "8 de dezembro"                |
| 2021   | Gênesis                       | Leora                             | Fase: "Jornada de Abraão"                |
| 2025   | Vale Tudo                     | Melânia Duarte                    | Episódio: "12 de abril"                  |

### No Cinema
| Ano  | Título                           | Personagem      | Notas          |
| ---- | -------------------------------- | --------------- | -------------- |
| 2005 | Tempo Real                       | —               | Curta-metragem |
| 2005 | Silêncio e Pecado                | —               | Curta-metragem |
| 2009 | Xuxa em O Mistério de Feiurinha  | Bela Adormecida |                |
| 2010 | Incômodo                         | —               | Curta-metragem |
| 2011 | Assalto ao Banco Central         | Repórter        |                |
| 2015 | Tempo Real                       | —               | Curta-metragem |
| 2015 | Dom                              | Dorothy         | Curta-metragem |
| 2015 | Almas Cadentes                   | Sara            | Curta-metragem |
| 2015 | Flagrante                        | Judite          | Curta-metragem |
| 2015 | Os Suspeitos                     | Yasmim          | Curta-metragem |
| 2016 | Errei                            | Samantha        | Curta-metragem |
| 2016 | Tô Ryca                          | Simone          |                |
| 2016 | Tamo Junto                       | Mãe de Diana    |                |
| 2017 | E.A.S.: Esquadrão Antissequestro | Juliana Shultz  |                |
| 2018 | 7 Cordas                         | Mulher          |                |
| 2022 | Até a Noite Terminar             | Alice           |                |